# Дженнер, Кайли
Ка́йли Кри́стен Дже́ннер (англ. Kylie Kristen Jenner; 10 августа 1997) — американская модель, предпринимательница. Участница телевизионного реалити-шоу «Семейство Кардашьян» канала E! с 2007 года, основательница компании Kylie Cosmetics. 

## Биография
Дженнер родилась 10 августа 1997 года в Лос-Анджелесе, штат Калифорния. Кайли — вторая дочь Брюса и Крис Дженнер (урождённой Хоутон). У неё есть родная сестра Кендалл. Также у Кайли есть единоутробные сёстры Кортни, Ким, Хлои, и единоутробный брат Роб, единокровные братья Бартон Дженнер, Брендон Дженнер, Джейк Дженнер, Броди Дженнер и единокровная сестра Кейси Дженнер.
Была чирлидером в Школе Сьерра Каньон. В 2015 году окончила школу.
О Кайли и её сестре Кендалл впервые написали в статье Beautiful People журнала Paper в 2010 году. Свою модельную карьеру она начала рекламируя линию одежды «Crush Your Style», а также снимаясь в фотосессиях для журналов OK!, «Teen Vogue», и у фотографа Ника Саглимбени.
В 2011 году на неделе высокой моды в Нью-Йорке Дженнер принимала участие в показе линии одежды «Abbey Dawn», созданной певицей Аврил Лавин.
8 февраля 2013 года было объявлено, что компания PacSun выпустит эксклюзивную линию одежды Kendall & Kylie, разработанную сёстрами Кайли и Кендалл Дженнер.
15 июня 2014 года Кайли вместе с сестрой Кендалл были ведущими церемонии награждения Much Music Video Awards.
В конце 2015 создала свою собственную линию косметики Kylie Cosmetics.После этого Кайли начала расширять ассортимент своей линии. На середину 2018 года её доход оценивается в 900 млн долларов.
Кайли успешно ведёт свою страницу в Instagram. В 2018 году она возглавила список самых дорогих звёзд Instagram (согласно Instagram Rich List 2018); за рекламный пост в её Instagram-аккаунте рекламодателю придётся заплатить 1 млн долларов.
В 2019 году журнал Forbes оценил её состояние в 1 миллиард долларов. В мае 2020 года косметическая компания Coty купила у Дженнер 51 % акций её компании за 600 млн долл. После того, как Coty провели аудит компании, была опубликована информация о том, что Кайли Дженнер в течение нескольких лет завышала масштабы собственного бизнеса, а значительную часть собственных средств она получила именно благодаря сделке с Coty. После публикации этой информации Forbes исключил Дженнер из числа миллиардеров, пересчитав её финансовые показатели.
В 2020 году возглавила список самых высокооплачиваемых знаменитостей, несмотря на скандал с махинациями, с доходом 590 млн долл. В октябре того же года Forbes оценил состояние Кайли, в списке самых богатых женщин США, в 700 млн долл.

### Личная жизнь
С июля 2014 года по апрель 2017 года Дженнер встречалась с рэпером Tyga. 
С апреля 2017 года по сентябрь 2019 года Дженнер встречалась с рэпером Трэвисом Скоттом, от которого у неё есть дочь Сторми Уэбстер, рожденная 1 февраля 2018 года.  До рождения дочери Дженнер тщательно скрывала свою беременность. В мае 2021 года стало известно, что Кайли и Трэвис вновь вместе. В сентябре 2021 года Кайли объявила, что пара ждет второго ребёнка, а 2 февраля 2022 года у них родился сын Эйр Уэбстер. В январе 2023 года пара рассталась, однако они остаются хорошими родителями и друзьями.
С апреля 2023 года состоит в отношениях с актёром Тимоти Шаламе.

## Фильмография
| Год          |   | Русское название                  | Оригинальное название           | Роль             |
| ------------ | - | --------------------------------- | ------------------------------- | ---------------- |
| 2007 — н. в. | с | Семейство Кардашян                | Keeping Up with the Kardashians | Играет саму себя |
| 2008         | с | E! Правдивая голливудская история | E! True Hollywood Story         | камео            |
| 2009—2010    | с | Кортни и Хлои в Майами            | Kourtney and Khloé Take Miami   | камео            |
| 2011—2012    | с | Хлои и Ламар                      | Khloé & Lamar                   | камео            |
| 2013         | с | Кортни и Ким в Майами             | Kourtney and Kim Take Miami     | камео            |
| 2017—2017    | с | Жизнь Кайли                       | Life of Kylie                   | Играет саму себя |

## Награды и номинации
| Премия                | Год  | Категория                 | Работа              | Результат |
| --------------------- | ---- | ------------------------- | ------------------- | --------- |
| Teen Choice Awards    | 2013 | Выбор: Звезда реалити-шоу | Семейство Кардашьян | Победа    |
| Teen Choice Awards    | 2014 | Выбор: Женщина            | Семейство Кардашьян | Номинация |
| Teen Choice Awards    | 2015 | Выбор: Лучшее селфи       | N/A                 | Победа    |
| Teen Choice Awards    | 2015 | Выбор: Лучший инстаграм   | N/A                 | Победа    |
| Teen Choice Awards    | 2016 | Выбор: Лучшее селфи       | N/A                 | Победа    |
| Teen Choice Awards    | 2016 | Выбор: Интернет-звезда    | N/A                 | Победа    |
| Teen Choice Awards    | 2017 | Выбор: Лучший снэпчат     | N/A                 | Номинация |
| Teen Choice Awards    | 2017 | Выбор: Лучший инстаграм   | N/A                 | Номинация |
| Shorty Awards         | 2016 | Выбор: Знаменитость       | N/A                 | Номинация |
| Shorty Awards         | 2016 | Выбор: Снэпчат года       | N/A                 | Номинация |
| Peoples Choice Awards | 2016 | Выбор: Популярная премия  | N/A                 | Номинация |